# Xemxija
Xemxija egy rohamosan növekvő egykori halászfalu a máltai Szent Pál-öböl partján, San Pawl il-Baħar helyi tanácsának területén. Nevének jelentése napos.

## Elhelyezkedése
Málta legnagyobb szigetének északi részén, az északkeletre nyíló Szent Pál-öböl partján, a Bajda-gerinc lábánál épült. A domborzat meglehetősen meredeken emelkedik ki a tengerből, így a településen belül jelentős szintkülönbségek vannak. Az öböl szemközti oldalán áll San Pawl il-Baħar városa.

## Története
Már az őskor óta lakott. Legkorábbi emlékei néhány újkőkorszaki földbe vájt sír, a Ħal Saflieni-i hipogeumban tökéletesedő építmények legkorábbi példái. A bronzkorból néhány keréknyom maradt fenn. Málta első történelmi lakói, a föníciaiak néhány sírt hagytak maguk után, a római uralom idejéből azonban sírok mellett már egy fürdő és a hozzá vezető út is megőrződött. Az öböl volt a sziget egyik fontos kikötője, mivel közelebb esett Melita városához, mint a Nagy Kikötő. Az öböl végében álló Szent Pál-szigeten szenvedett hajótörést Pál apostol 60-ban.
Az arab uralomtól kezdve a környék elnéptelenedett, mivel védtelen volt a kalóztámadások ellen. Csak Alof de Wignacourtnak, a Jeruzsálemi Szent János Lovagrend nagymesterének az öböl végébe őrtornya tette lehetővé az újrabetelepítést. 1653-ban a Mistra-öbölnél üteg (battery), 1715-ben Xemxija területén két védőbástya (redoubt) épült. A brit uralomtól kezdve (19. század) a kis halászfalvakban egyre több nyaraló épült. Ide telepítették Málta nyolc föld alatti malmának egyikét, amelyet háború esetén használhatnak. Az üdülőtelep nagy része az 1980/90-es években épült.

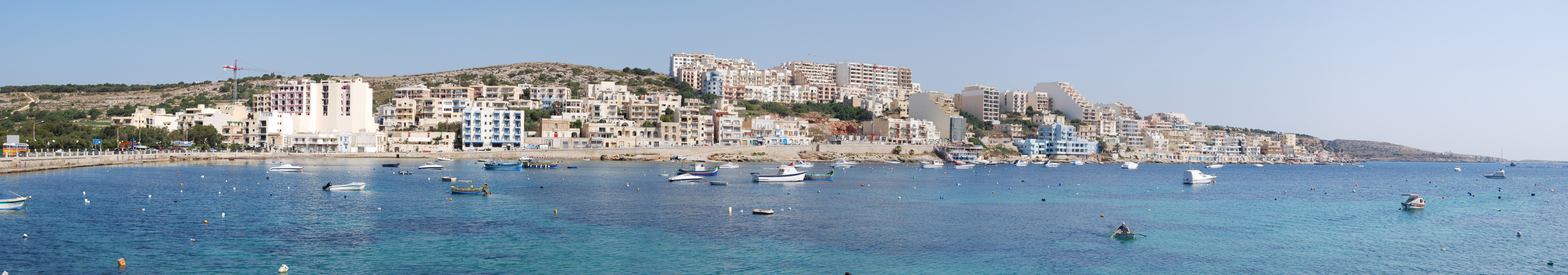
Xemxija panorámája

## Nevezetességei
Látnivalóit egyetlen útvonalba foglalták össze, ez a Xemxija Heritage Trail.
- Hét kőkori barlangsír (hipogeum):[1] a földbe vájt hipogeumok végső formájának első példái, ezeknél jelent meg elsőként a jellegzetes vese alakú alaprajz. Egy 45 méteres körön belül találhatók. 3-5 íves helyiségből állnak, bejáratuk a mennyezeten nyílik. Két kisebb sír között a fal leomlott, ezért átjárhatók
- Két barlang vagy föld alatti menedék:[2] Két mesterséges barlang. Az egymás mellett nyíló helyiségeket természetes és mesterséges falszakaszok választják el egymástól. A kőkortól egészen a 20. századig használták
- Menhir: őskori emlék
- Rekonstruált girna: a kőből készült, kupolás épület az őskor óta ismert Máltán
- Föníciai sírok (Punic tombs)
- Római fürdő és út maradványai (Roman bath)
- Szent Pál forrása: a Veccja nevű részen található az a forrás, amelyet a hagyomány szerint Szent Pál fakasztott ideérkezésekor
- Mistra-üteg: 1653-ban építtette Jean-Paul de Lascaris-Castellar nagymester az északi Mistra-öböl partján

## Közlekedése
A városon halad keresztül az egyetlen főút a szomszédos Mellieħa, a sziget északi része és Gozo felé. Az öböl a sziget egyik legnagyobb halászkikötője.
Autóbuszjáratai:
- Valletta felől: 43, 44, 45, 50, 52, 452
- Buġibba / Qawra felől: 48, 51
- Rabat felől: 83
- Armier Bay felől: 50
- Ċirkewwa felől: 45, 48, 452